# Johnny Herrera
Johnny Cristián Herrera Muñoz  (Angol, Chile, 9 de mayo de 1981) es un exfutbolista chileno que se desempeñaba como guardameta. Fue internacional absoluto con la selección chilena, donde integró la «Generación Dorada» que logró ganar la Copa América en 2015 y 2016  y actualmente es comentarista deportivo en el canal TNT Sports. 
Debutó en Universidad de Chile en 1999, consagrándose como titular absoluto en 2003. Al año siguiente, fue clave en la obtención del Torneo de Apertura 2004 donde el conjunto azul venció a Cobreloa en definición a penales. A partir de allí pasó por Corinthians, Everton de Viña del Mar (donde ganó el Torneo de Apertura 2008) y Audax Italiano, para finalmente regresar en 2011 a su club de origen.
Desde su retorno a Universidad de Chile ha conseguido 3 torneos nacionales consecutivos, 2 Copa Chile, una Supercopa de Chile, la Copa Sudamericana 2011, el Torneo de Apertura 2014 y el Torneo Clausura 2017. Además en la Copa Sudamericana 2011 (instancia donde mantiene el récord histórico de imbatibilidad, con solo 2 goles en contra en 12 partidos). Este último precedente, le permitió ser elegido el arquero del Equipo Ideal de América de 2011.
Herrera ha obtenido un total de 14 títulos oficiales a nivel clubes, 13 con Universidad de Chile, lo que lo convierte en el futbolista con más títulos en la historia del club y uno de sus principales referentes en los últimos años; y uno con Everton de Viña del Mar. Además, a nivel selección ha obtenido 2 trofeos: la Copa América 2015 y la Copa América Centenario.

## Trayectoria

### Inicios e inferiores en Universidad de Chile
Herrera comenzó jugando en las canchas de su natal Angol desde muy pequeño. Con 9 años, se presentó a la escuela de fútbol que tenía el exarquero argentino Julio Felipe Luna, queriendo jugar de defensa, pero debido a sus kilos de más, fue llevado al arco, en donde demostró condiciones de inmediato, destacando por su liderazgo dentro de la cancha. Debido a su nivel, le propusieron la oportunidad de probarse en el cuadro capitalino de Universidad Católica, opción que desechó, pese a simpatizar con los cruzados debido a la buena campaña de estos en la Copa Libertadores 1993.
En 1995, su técnico de entonces, Óscar Zambrano, le consiguió una prueba en la Universidad de Chile junto a otros dos compañeros de su escuela. Herrera quedó en el equipo, debiendo mudarse a Santiago. Quedó becado por la U, debiendo vivir en una pensión en la comuna de Pudahuel. Pese a la saudade que le generaba vivir alejado de su familia, Herrera destacó en las inferiores del cuadro azul. Su técnico en la sub-16, Patricio Mardones decía sobre Herrera:

" Es un portero con mucha personalidad y madurez para el puesto. Juega como adulto. Transmite seguridad y no ataja las pelotas que van para afuera. Es seguro, sobrio y de buenas reacciones.
Patricio Mardones

Tras ser titular en todas las categorías inferiores del cuadro azul, Herrera fue ascendido al primer equipo en 1999

### Universidad de Chile (1999-2005)
Tras vivir su debut no oficial el 7 de febrero de 1999 en el Superclásico ante Colo-Colo, válido por la Copa Ciudad de Santiago, cuando debió entrar en reemplazo de Sergio Vargas, quien había sido expulsado, durante la derrota por 1 a 5 sufrida por "La U" ante su archirrival, que terminó por costarle el puesto al entrenador azul Roberto Hernández. El 1 de agosto de 1999 debutó en partidos oficiales ante Santiago Morning, en el Estadio Santa Laura por un partido del torneo nacional con solo 18 años, tras la expulsión por doble amarilla del referente azul Sergio "Superman" Vargas ingresó al minuto 35 por Jorge "Maravilla" Guzmán, puesto que el segundo arquero de la "U" en ese entonces Roberto Rojas, que no estuvo presente por problemas físicos, aunque Herrera indica que Rojas tenía que asistir a un matrimonio. Los "azules" ganaron el compromiso por 2-1 con goles de Pablo Galdames y Pedro "Heidi" González, mientras que el descuento de los "microbuseros" fue obra de Diego Rivarola (Quien sería compañero de Herrera unos años después y juntos levantarían la Copa Sudamericana 2011).
En 2000 fue el tercer arquero de la selección sub-23 que ganó el bronce en los Juegos Olímpicos de Sídney 2000, detrás de Nelson Tapia y Javier di Gregorio. Para el año 2001 empezaría a alternar titularidad con Vargas, jugando 14 duelos por el torneo local (Vargas jugó 19). Ese mismo año también haría su debut internacional el 25 de julio por la Copa Mercosur contra Palmeiras en el Estadio Julio Martínez Pradanos, su equipo ganaría por 2 a 1, y jugó el clásico contra Colo-Colo en el Estadio Monumental donde la "U" ganó por 3 a 2, siendo esta la última victoria del club laico ante su archirrival en dicho estadio hasta el año 2024.
Para el Torneo de Apertura 2002 Johnny jugó once encuentros uno más que Vargas, pero para el Torneo de Clausura de ese mismo año no vería acción producto de una lesión. Para el año 2003 se consagraría como titular definitivo en la "U" tras la salida de Vargas (arquero emblema que estuvo 10 años atajando en el chuncho).
En 2004 fue convocado por Juvenal Olmos para el Preolímpico Sudamericano Sub-23. Ese año consolidó su carrera, pues desde el primer "Clásico" del año empezó a demostrar su potencial cuando la "U" goleó por 4 a 0 a Colo Colo con goles de Diego Rivarola, Manuel Iturra y doblete de Sergio Gioino en el Estadio Nacional Julio Martínez, encuentro válido por la primera fecha del Torneo de Apertura. El equipo logró hacer una gran campaña en el Torneo de Apertura, enfrentándose en semifinales a Santiago Wanderers, en la ida "azules" y "porteños" igualaron a uno en el Nacional, la vuelta se jugó el 20 de junio y los "azules" dejaron atrás el favoritismo de Wanderers y ganaron por 2-0 (3-1 global) en un partido lleno de lucha en Valparaíso.
En la final jugó contra el hasta ese entonces actual bicampeón del fútbol chileno Cobreloa. En el partido de ida empataron sin goles en el Nacional, Herrera no podría jugar debido a que estaba suspendido, Miguel Pinto sería su reemplazó y estaría a la altura, ya con Herrera de regreso en el partido de vuelta, empataron 1-1 en el Estadio Zorros del Desierto lo que los obligó a irse a la tanda de lanzamientos penales. Herrera fue el héroe de esa noche pues aparte de tapar un penal, anotó el penal decisivo que le dio el triunfo a la "U" quedándose con el Campeonato y bajando su duodécima estrella luego de cuatro años. Además Johnny Herrera fue una de las grandes figuras del torneo, con atajadas inolvidables para el hincha azul.
Para el Torneo de Clausura 2004 su equipo llegó a los cuartos de final siendo eliminado por Unión Española en penales tras igualar 6-6 en el global.
El día 10 de abril de 2005 por la duodécima jornada del Torneo de Apertura, la "U" se enfrentaría a Colo Colo en una nueva edición del Superclásico del fútbol chileno, los azules abrirían la cuenta tras un gol de Nelson Pinto al minuto 25' en el Estadio Nacional, a ocho minutos del final Ángel Carreño marcaría la paridad alba y 1-1 final, en ese minuto el jugador Jorge Valdivia le gritaría el gol en la cara a Herrera tras esto el meta azul lo iría a buscar y lo agarraría del pelo, tras este bochornoso incidente ambos jugadores serían expulsados en un clásico caliente que término con 2 jugadores de Colo Colo expulsados y tres de la U, siendo esta la primera polémica que ha tenido Herrera con Colo-Colo. En ese mismo torneo su equipo llegaría hasta los cuartos de final siendo eliminado por el campeón de ese torneo Unión Española en penales.
Mientras que por la Copa Libertadores su equipo llegó hasta octavos de final con Herrera jugando todos los partidos, finalmente perdieron con Santos por 4-1 en el global, el guardameta chileno hizo su debut en el máximo torneo continental el 22 de febrero del mismo año contra Quilmes por la primera fecha del Grupo 5 ganando por 3 a 2 de local.
En el Torneo de Clausura 2005 su club llegó hasta la final la cual pierde en penales ante Universidad Católica; pese a esto, Herrera recibe la oferta del por entonces campeón del brasileirao, el Corinthians.
En su primer paso por la "U" jugó 138 duelos levantando cuatro títulos: tres ligas nacionales y una Copa Chile.

### Corinthians (2006)
Fue contratado por el Corinthians en febrero de 2006 e hizo su debut el 2 de marzo ante el Ituano en un partido válido por el Campeonato Paulista en el que su equipo venció por 3 a 2. Pero en el Clásico contra el equipo de São Paulo, Herrera cometió un error que le costó la derrota por 2-1 al Timao. Para empezar la visita abrió la cuenta al minuto 29 con un gol de Danilo, esto debido a que rozó en un defensor del timao descolocando al chileno. Sin embargo, al minuto cuarenta y nueve de partido vino lo peor, un tiro de esquina desde la izquierda fue cabeceado en plena área chica por André Dias, quien se aprovechó de una mala salida de Herrera. El descuento fue obra de Nilmar, sobre el final del encuentro.
Este error le costaría para siempre la titularidad en Corinthians, y se convirtió en el tercer guardameta, detrás de Silvio Luiz y Marcelo. El técnico Antônio Lopes lo "cortó" y a fin de año el nuevo entrenador, Emerson Leão, decidió que el chileno buscara nuevos horizontes.
Tras este error, volvería a jugar el 6 de abril contra Universidad Católica por la quinta fecha del Grupo 4 de la Copa Libertadores, encuentro donde los brasileños ganaron por 3-2 en Chile. Dos semanas después su equipo golearía por 3-0 a Deportivo Cali en la última fecha del torneo, terminando líder de su grupo y con Herrera de titular, siendo este su último encuentro en el equipo de Sao Paulo.

### Everton (2007-2008)

#### Temporada 2007
Después de un fallido paso por el fútbol brasileño, donde solo jugó nueve partidos, regresó a Chile y firmó por Everton de Viña del Mar en 2007 por un año. Debutó por el equipo "oro y cielo" el 29 de enero por la primera fecha del Torneo de Apertura 2007 contra O'Higgins en un duelo disputado en el Estadio Sausalito que su equipo ganaría por 2-0. Su equipo haría una irregular campaña finalizando en el duodécimo lugar con 26 puntos en veinte jornadas disputadas. Para el Torneo de Clausura 2007 su campaña, aun seria peor, ya que  finalizaría en el vigésimo lugar (de 21° participantes), con apenas trece puntos, mientras que en la tabla anual se salvarían de milagro del descenso al terminar de 17° de 21° (los tres últimos descendían y el 18° jugaba liguilla).
Ese mismo año Herrera se transformaría en el referente de un equipo que andaba a los tumbos, transformándose en capitán del equipo

#### Temporada 2008
Para el Torneo de Apertura todo cambiaría con la llegada de jugadores de como el joven argentino Ezequiel Miralles, el delantero chileno Cristián Canio y el experimentado volante Jaime Riveros que si bien no llegaron como refuerzos calados, todos sacaron su máximo rendimiento bajo la tutela de Nelson Acosta tan así que fueron campeones de aquel torneo bajando su cuarta estrella para Everton y la primera luego de 32 años.
Lograrían una notable campaña durante la fase regular terminando en el quinto lugar clasificándose para los Play-Offs. En los cuartos de final se enfrentaron a Audax Italiano en la ida cayeron por un categórico 3-0 de local muchos ya los daban por eliminados pero en la vuelta y en un partido en el que los "ruleteros" jugaron con el corazón lograron dar vuelta la llave goleando por 4-1 y clasificando a semifinales por la regla del gol de visitante. Por la semifinales jugaron contra la Universidad de Chile, en el duelo de ida jugado en el Estadio Nacional el día 18 de mayo Everton causó la sorpresa ganando por 3-1, Herrera estaría en el banco de suplente pero ingresaría al minuto 13 de partido debido a una lesión de Gustavo Dalsasso, ingresando entre cánticos y aplausos de los hinchas azules. La vuelta se jugó seis días después en el Estadio Sausalito donde igualarían 1-1 con Herrera de titular todo el encuentro, así Everton clasificó a la final por 4 a 2.
Ahí se enfrentaría al actual Tetracampeón del fútbol chileno Colo Colo en una final a dos partidos, la ida se jugó el 28 de mayo en el Estadio Monumental donde los "albos" ganarían por dos tantos a cero con goles de Lucas Barrios y Gonzalo Fierro. La vuelta se jugó el 3 de junio en el Estadio Sausalito a las 19:30 horas y con casi 10 mil espectadores, con un cuadro viñamarino atacando desde el inicio, en los primeros 20 minutos de juego tendría dos tiros en los postes cuando el golero Cristián "Tigre" Muñoz quien estaba batido, así terminaría el primer tiempo 0-0 y los pupilos de Nelson Acosta quedándoles solo 45 minutos para remontar algo que aprovecharon al máximo, de entrada Ezequiel Miralles apareció en el área luego de un pase de Darío Gigena para anotar el 1-0 al minuto 47. En el minuto 72' Jaime Riveros marcaría un golazo de tiro libre, tras colarse el balón en el poste derecho de Muñoz. Sellarían la remontada al minuto 75 luego de que Riveros enviará un nuevo tiro libre al área pero esta vez Miralles cabeceo tras saltar Más que todos en el área y poner el 3-0 final y así Everton de Viña del Mar se coronaba campeón del fútbol chileno por primera desde 1976, bajando su cuarta y de paso amargandole la fiesta a Colo-Colo, también clasificándose para la Copa Libertadores 2009.
Este también fue el último partido de Herrera en Everton, ya que días después se desvincularía del club debido a su mala relación con el DT Nelson Acosta.

### Audax Italiano (2008-2010)

#### Temporada 2008
Tras su bullida salida de Everton de Viña del Mar firmaría por cinco años por Audax Italiano.
Debutó en los "audinos" el 21 de junio de 2008 por la primera fecha del Torneo de Clausura contra Deportes La Serena en el Estadio La Portada bajo la dirección de Raúl Toro, el encuentro finalizaría 1-1.
Luego el 8 de octubre por la Copa Chile se enfrentó a la Universidad Católica y los itálicos darían la sorpresa eliminándola del torneo por un contundente 3-0. Dos semanas después jugaron contra Santiago Wanderers lo el mismo torneo igualaron 2-2 y en penales el "decano" ganó por 4 a 3.
Volviendo al Torneo de Clausura su equipo finalizaría en el decimotercer lugar de la tabla no clasificándose a Playoffs, Herrera rápidamente tomaría el arco titular al jugar 16 duelos de dieciocho posibles.

#### Temporada 2009
Para el Apertura 2009 llegó hasta los cuartos de final siendo eliminado por la U en dicha instancia por un global de 6-5, la ida la perdieron por un contundente 4-1 de local aunque en la vuelta en el Nacional lucharon para revertir tras ganar por 4 a 2.
Ya para el Torneo de Clausura de ese año harían un campañon terminando terceros en la tabla general, siendo incluso líderes unas cuantas fechas y quedando a solo seis puntos del líder de la fase regular la Universidad Católica. Ya en Playoffs y por los cuartos de final se enfrentaron a Santiago Morning, la ida se jugó el 22 de noviembre en el Estadio Monumental y el conjunto "microbucero" ganó por 4 a 2 con goles de Michael Ríos, Sergio Comba, Mario Berríos y Miguel Hernández para el local, mientras que por la visita marcaron Pedro Rivera (autogol) y Cristián Canio. La vuelta se jugó tres días después en el Estadio Bicentenario de La Florida, Audax comenzaría abriendo la cuenta con goles de Christian Martínez y Carlos Garrido al minuto 46 y 49 de partido, ese 2-0 parcial los clasificaba a semifinales pero justo en el minuto 90+4' de partido Víctor Loyola marcaría de cabeza el gol de la clasificación para el "chago".

#### Temporada 2010
Para el Torneo Nacional 2010 lograrían otra buena campaña bajo el mando de Omar Labruna los "italiacos" culminaron en el tercer lugar del torneo logrando 65 puntos en 34 jornadas, siendo superados solo por Colo Colo (71 pts) y la Universidad Católica (74 pts). Logrando triunfos destacados sobre Colo Colo de visita (3–1) y un empate 2-2 contra la U en el Nacional.
Ese tercer lugar le permitiría clasificarse para disputar la Liguilla Pre-Libertadores con la chance de tomar un único cupo para el máximo torneo continental, en las semifinales de este "mini torneo" jugaron con Huachipato la ida se jugó en el Sur y los "acereros" ganaron por 2-1, la vuelta se jugó en la capital y Audax ganó por 2-0 clasificándose a la final de la Liguilla por un global de 3-2. Ahí se enfrentaron a Unión Española, el duelo de ida se jugó el 15 de diciembre de 2010 y los hispanos sacarían una leve ventaja de 2-1 con goles de Braulio Leal y Gustavo Canales de penal, mientras que Sebastián Pinto anotó el descuento itálico, la vuelta se jugó cuatro días después en el Estadio Bicentenario de La Florida donde igualaron uno a uno, Matías Campos Toro abrió la cuenta para Audax al minuto 30, luego Gustavo Canales decretaría la clasificación hispana a la Copa Libertadores 2011 al minuto 43 por un global de 3 a 2.
Herrera sería uno de los artífices de esta gran campaña que los dejó a un paso de clasificar a la Copa Libertadores de América jugando 36 duelos.

### Regreso a la Universidad de Chile (2011-2019)
El 23 de enero de 2011 vuelve al club que lo vio nacer, la Universidad de Chile con 29 años de edad. Dos días después fue presentando firmando por cinco años, en su presentación confirma que usará el dorsal N.º 9, debido a que el N.º 7 estaba ocupado por Diego Rivarola. Finalmente utilizó la casaquilla Nº25, dado que las reglas de la ANFP no permiten que los arqueros usen números de campo (del 2 a 11) ni que sobrepasen el número de jugadores inscritos.

#### Temporada 2011

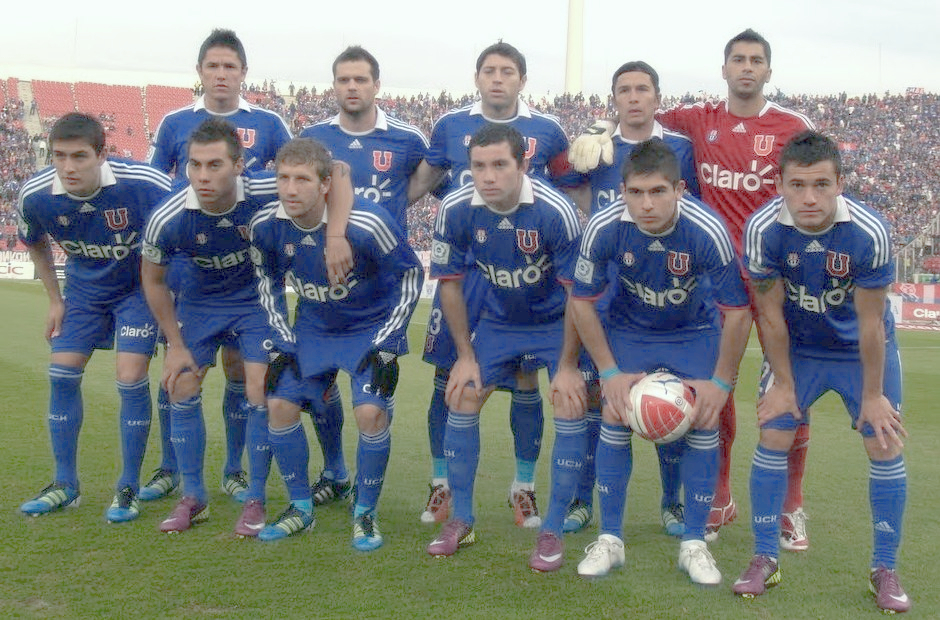
El año 2011 fue el mejor año en la carrera de Herrera, tras ser campeón del Torneo de Apertura y Clausura, además de ganar la Copa Sudamericana 2011 de forma invicta y ser parte del Equipo Ideal de América.

Re-debutó con los "azules" tres días después el 29 de enero contra Deportes La Serena en el Estadio La Portada encuentro válido por la primera fecha del Torneo de Apertura 2011 donde "papayeros" y "azules" igualaron uno a uno. El 30 de abril Herrera volvió a jugar un Superclásico luego de casi seis años por la jornada 14 contra Colo Colo en el Estadio Nacional Julio Martínez, los "albos" abrirían la cuenta a través de Ezequiel Miralles al minuto 64 de partido, al minuto 87' de encuentro Luis Pavez cometió un penal sobre el ex albo Charles Aránguiz que Gustavo Canales cambiaría por gol igualando la acciones en Ñuñoa, dos minutos más tarde se vino un contragolpe azul a espaldas de la zaga alba, centro de Eduardo Vargas y cabezazo de Diego Rivarola para decretar el 2-1 final haciendo estéril la volada del meta Juan Castillo, quien posteriormente celebró el tanto con su típica polera de "Goku". Finalmente la "U" terminaría segunda en la fase regular con 35 puntos, tres menos que la Universidad Católica.
Por los Cuartos de final se enfrentaron a Unión San Felipe ganando la llave por 3-2, en las semifinales se encontraron con O'Higgins, la ida se jugó el 1 de junio en el Estadio El Teniente y los "azules" ganaron por la cuenta mínima con gol de Diego Gabriel Rivarola, la revancha se jugó solo tres días después en el Nacional donde la "U" daría una cátedra de fútbol al golear por 7-1 a O'Higgins clasificándose así la final por un global de 8-1.
En la Final del Torneo de Apertura la escuadra dirigida por Jorge Sampaoli se enfrentó a la Universidad Católica de Juan Antonio Pizzi, el duelo de ida se jugó en el Estadio Nacional Julio Martínez Prádanos bajo 30 mil espectadores verían que la UC ganó por 2-0 con goles de Tomás Costa y Milovan Mirosevic. La revancha se jugó en el mismo estadio y la "U" lograría una hazaña al ganar por 4 a 1 y dar vuelta la llave, la remontada comenzó al minuto 16' tras un gol de penal de Gustavo Canales (héroe de la noche) luego de un foul de Rodrigo Valenzuela a Eduardo Vargas, pero solo siete minutos más tarde Marcos González cometió un grosero error que le permitió a Lucas Pratto igualar las acciones batiendo a Herrera, pero solo tres minutos después al 26' tras un tiro libre de Charles Aránguiz, Juan Eluchans intentó despejar, pero solo la peinó y mandó la pelota al fondo de su propio arco decretando el dos a uno a favor de los azules. Antes de finalizar el primer tiempo Tomás Costa se fue expulsado por doble amarilla en la UC. Solo a los seis minutos del segundo tiempo Canales generó un nuevo penal tras encarar a Enzo Roco que ante tanto amague no le quedó otra que bajarlo, el mismo Canales marcaría nuevamente de penal su segundo personal de la noche, la "U" concretó la remontada al minuto 55 de encuentro luego que Edson Puch sacará un centro por la izquierda y cuando aparecía Christopher Toselli, Canales se anticipó y marcó el 4-1 definitivo bajando así su 14° estrella.
Herrera sería uno de los artífices en este título jugando todos los partidos por el Torneo de Apertura (23) y siendo figura en uno que otro partido.
Comenzó el segundo semestre jugando la Definición Pre Sudamericana contra Deportes Concepción por un cupo a la Copa Sudamericana 2011, en la ida igualaron a dos tantos en el Estadio Municipal de Concepción, la vuelta se jugó en el Nacional y la "U" vencería por 2-0 clasificándose así a la Sudamericana.
Debutaron en la Copa Sudamericana el 9 de agosto contra Fénix de Uruguay por la primera fase del torneo, la ida jugada en Chile los "laicos" se impusieron por la cuenta mínima con solitaria anotación de Eduardo Vargas, la revancha se jugó en tierras uruguayas la "U" lograría un valioso 0-0 que le permitió clasificarse a la Segunda fase, donde vencieron a Nacional de Uruguay por un global de 3-0. En los Octavos de final jugaron contra el poderoso Flamengo de Ronaldinho, la ida se jugó el Estadio Olímpico Nilton Santos de Río de Janeiro y el conjunto chileno goleó por un categórico 4-0 con goles de José Rojas, Eduardo Vargas (2) y Gustavo Lorenzetti, ya la vuelta jugada una semana después en el Estadio Nacional la "U" ganó por 1-0 con gol de Marcelo Díaz. Ya en Cuartos de final y semifinales derrotaron a Arsenal de Sarandí y Vasco da Gama por 5-1 (1-2 en Argentina y 3-0 en Chile) y 3-1 (1-1 en Brasil y 2-0 en Chile), respectivamente en cuanto a resultados globales.
Cabe mencionar que en el partido de ida contra Arsenal en Sarandí tras el gol de Mauro Obolo al minuto 46 de encuentro Herrera logró mantener su arco invicto por 544 minutos (6 partidos y medio).
Mientras tanto en el Torneo de Clausura, su equipo seguiría por un gran momento como todo 2011 al finalizar en la primera posición de la fase regular con 39 puntos en 17 jornadas y llegando a los playoffs invicto. En los cuartos de final se enfrentó a la Unión Española, pasarían su llave con suma facilidad al ganar por 4-0 el global.

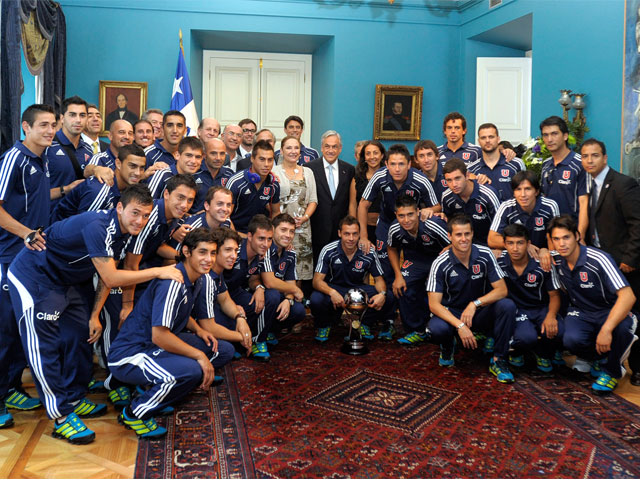
Johnny Herrera junto al plantel de la «U» campeón de la Copa Sudamericana 2011, siendo recibidos por el entonces presidente Sebastián Piñera en el Palacio de La Moneda. Como dato la "U" recibiría solo 2 goles en contra en 14 partidos con Herrera como portero en todos además de ser campeones de manera invicta.

El 8 de diciembre de 2011, la Universidad de Chile jugó la ida de la Final de la Copa Sudamericana contra Liga de Quito en el Estadio Rodrigo Paz Delgado y frente a 41 mil espectadores la "U" daría la sorpresa en Ecuador ganando por 1-0 con gol de Eduardo Vargas. La revancha se jugó seis días después en el Estadio Nacional Julio Martínez Prádanos y la "U" daría un carnaval de fútbol goleando por 3-0 con goles de Eduardo Vargas al minuto 3, Gustavo Lorenzetti al 79 y nuevamente Edu Vargas al 87 logrando así el primer título internacional en la Historia del Club Universidad de Chile. Herrera sería uno de los artífices en ese torneo jugando los 14 partidos de su equipo y recibiendo solo 2 goles, convirtiéndose en el arquero menos batido en la historia de la Copa Sudamericana.
Regresando al torneo local les tocó enfrentarse a la Universidad Católica por las semifinales del Clausura, en el partido de ida la "U" venció por 2-1 de visita y la vuelta la Católica ganó por el mismo marcador finalizando así la racha de 36 partidos sin perder del equipo de Sampaoli por torneos nacionales, pero aun así clasificaron a la final por haber obtenido la mejor ubicación en la tabla general. En dicha instancia se enfrentaron al Cobreloa de Nelson Acosta, la ida jugada el 26 de diciembre igualaron 0-0 en el Zorros del Desierto y la vuelta en el Nacional la "U" goleó por 3-0 cerrando así un mágico 2011 con su tercer título anual.
Herrera sería nuevamente pieza clave en este título azul al jugar 23 encuentros de 25 partidos (sumando la definición Pre Sudamericana). Su rendimiento tanto a nivel nacional e internacional le significó ser elegido el arquero del Equipo Ideal de América de ese año y también elegido ese mismo año como el 14.º mejor arquero del mundo por IFFHS.

#### Temporada 2012

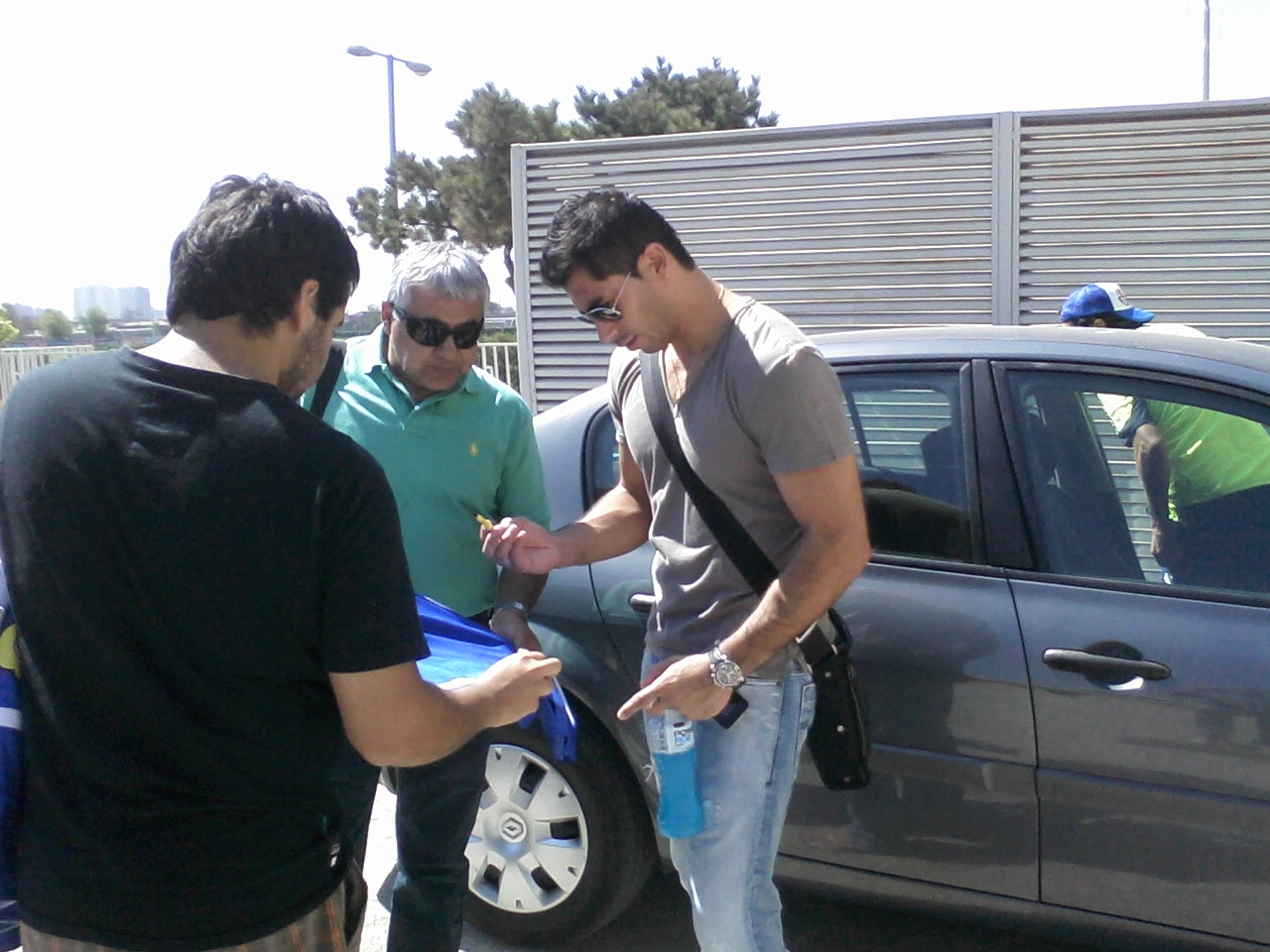
Johnny Herrera firmando autógrafos en el Centro Deportivo Azul

El 29 de abril de 2012, en el Clásico del fútbol chileno, en el Estadio Nacional, con Herrera de titular la "U" golearía por un rotundo 5-0 a Colo Colo, todo esto válido por el Apertura 2012.
El 3 de mayo jugaron contra Deportivo Quito por la ida de los octavos de final de la Copa Libertadores en el Estadio Olímpico Atahualpa y el conjunto ecuatoriano golearía por 4-1, una semana después en el duelo de revancha la "U" remontó y goleó por un categórico 6-0 en el Nacional.
Ya en los cuartos de final jugaron contra Libertad de Paraguay, tanto en la ida como en la vuelta igualaron 1-1 y tuvieron que definir en tanda de penales, aunque antes de eso en el minuto 91' de partido, Johnny atajó un cabezazo de Rodolfo Gamarra que iba directo al ángulo (de haber entrado hubiese significado la eliminación directa del equipo a manos de los guaraníes)y posteriormente atajó en los penales el lanzamiento de Víctor Ayala, finalmente Gustavo Lorenzetti marcó el 5-3 final con el que los azules pasaron a semifinales.
Mientras tanto en el Apertura 2012 la "U" terminó en el primer lugar de la tabla general por tercer torneo consecutivo logrando 40 puntos, sacándole cinco a los sublíderes O'Higgins y Deportes Iquique. En los Cuartos de final del Apertura vencieron por 2-0 y 2-1 a Cobreloa ganando 4-1 en el global.
El 14 de junio, la "U" enfrentó el partido de ida de las semifinales de la Copa Libertadores ante Boca Juniors en condición de visita en el mítico Estadio La Bombonera, el conjunto chileno sufrió una derrota por 2-0 ante los xeneizes, condicionando su opción de llegar a su primera final en la historia de la Copa Libertadores. Tres días después Universidad de Chile visitó a Colo Colo en el Estadio Monumental, por el encuentro de ida de las semifinales del torneo local en un partido jugado sin público, debido a incidentes que sufrió el cuadro albo en su partido de fase regular contra Audax Italiano. Los azules cayeron por 0-2, en un partido disputado en una cancha en muy malas condiciones, tras las fuertes lluvias que cayeron aquel día.
Tras este partido, el equipo se vería enfrentado a un difícil panorama; en una semana, remontar dos series para llegar a la final de ambas competiciones, Apertura y Libertadores. El 21 de junio se disputó la revancha contra Boca Juniors en un Estadio Nacional repletó que esperaba ver una nueva hazaña del equipo de Sampaoli. Los azules lucharon los 90 minutos para poder marcar los 3 goles que necesitaba para llegar a la final, sin embargo, no logró su objetivo, sumado al buen planteamiento defensivo del cuadro xeneize, el partido terminó 0-0, dejando eliminados a los azules con un global de 0-2 en contra y clasificando a los argentinos a la final. Solo tres días después de la dolorosa eliminación de la Libertadores, la U debía reponerse al duro golpe, teniendo que remontar la llave ante Colo-Colo, que había quedado 0-2, tras el partido de ida. Nuevamente en un repleto Estadio Nacional, la U goleó otra vez al "cacique" por 4-0 esta vez con triplete de Junior Fernandes y un gol de Angelo Henríquez y el global 4-2 a favor. Tras esto, los albos se descontrolaron, y terminaron el duelo con dos jugadores menos. Como dato anecdótico la "U" le marcó 9 goles a Colo Colo en el primer semestre de 2012 (5-0 de abril y el 4-0 de junio).
El rival en la final del Apertura sería O'Higgins de Rancagua que por primera vez en su historia llegaría a una final por el título mayor del fútbol chileno, mientras que la U le faltaba solo un pasito para completar un inédito tricampeonato. La ida se jugó en el Estadio El Teniente disputándose en una cancha muy pesada, debido a la persistente lluvia que cayó ese día antes y durante el desarrollo del partido que terminó 2-1 a favor del conjunto de Rancagua. El duelo revancha se disputó el 2 de junio en un Nacional repleto, con la misión de dar vuelta el 2-1 en contra, las cosas empezaron pésima para el bulla, ya que a los 27 minutos del primer tiempo, tras una supuesta mano de Marcelo Díaz, Ramón Fernández marco de penal el 1-0 parcial a favor de los celestes, quedando la "U" 1-3 abajo en la serie y obligándolos a marcar 2 goles para forzar los penales, al minuto 65 de partido se cobra un polémico penal a favor de la "U" tras una falta a Guillermo Marino en área chica que Charles Aránguiz cambió por gol igualando 1-1 el partido (2-3 el global) y llenando de suspenso los últimos quince minutos de partido, el gol que necesita la U llegó al minuto 92 de partido marcado por Marino y esto obligó a los lanzamientos penales donde Herrera se lució al atajar tres penales y en el último que atajó a (Enzo Gutiérrez) le dio a los azules la estrella 16 de su historia y su primer tricampeonato.
Haciendo un resumen del primer semestre de los azules, Herrera fue pieza fundamental tanto en la Copa Libertadores 2012 como en el Torneo de Apertura 2012 llegando a semifinales y siendo campeón respectivamente, en el primero jugó los 12 encuentros en la campaña azul en la copa siendo el héroe en el pase a semis contra Libertad y en el segundo jugó 22 encuentros además fue el héroe en los lanzamientos penales contra O'Higgins que les dio el título. Debido a su buen momento llegaría una oferta de Club Atlético River Plate de Argentina, en un principio abría llegado a un acuerdo pero Azul Azul se negó a desprenderse de una de sus máximas figuras, hecho que causaría la molestia del jugador con la dirigencia.
El 1 de agosto disputó la Copa Suruga Bank 2012 que juntaba a los campeones de la Copa Sudamericana y de la Copa J. League, el rival por el título fue el Kashima Antlers, el partido se disputó en el Kashima Soccer Stadium de Japón ambos conjuntos igualarían dos a dos al término de los 90 minutos reglamentarios, teniendo que definir el ganador mediante lanzamientos penales donde se impondría el conjunto japonés por 7-6, esta forma la U perdió la opción de ganar su segundo título internacional de su historia. Como dato Johnny Herrera cumplió 100 partidos defendiendo la casaquilla azul. Luego el 22 de agosto la U se enfrentó al Santos de Brasil por la ida de la Recopa Sudamericana, bajo una fuerte lluvia en la capital chilena igualarían 0-0 en un reñido partido donde Neymar error un lanzamiento penal tras rebalarse. La revancha se jugó casi un mes después el 26 de septiembre en el Estadio Pacaembú de Sao Paulo donde Santos logró su primera Recopa Sudamericana de toda su historia tras vencer 2-0 al equipo chileno con tantos de Neymar y Bruno Peres, como anécdota el astro brasileño Neymar nuevamente se perdería un penal o más bien lo atajo Johnny Herrera.
El 21 de octubre viviría una nueva polémica en un Superclásico luego que Colo Colo venciera por la cuenta mínima a la U en el Estadio Monumental con solitario gol de Carlos Muñoz, todo esto válido por la Fecha 14 del Torneo de Clausura 2012, una vez finalizado el encuentro el golero de los albos Francisco Prieto haría un "te paseo" a la barra de la U algo que sería visto por el arquero de la U causando su molestaría y llendolo a increpar, ambos arqueros terminarían expulsados en un polémico partido. El 7 de noviembre se enfrentaron a São Paulo en el Estadio Morumbi por el duelo de vuelta de los Cuartos de final de la Copa Sudamericana, la U llegaba con la misión de remontar el 0-2 en contra en Santiago, pero el cuadro azul caería inapelablemente ante el local por 0-5, quedando de esta manera fuera de la Copa y dejando pasar la chance de poder revalidar el título logrado en 2011. En el torneo local terminaron segundos en la fase regular con 33 puntos, los mismos que Colo-Colo solo que segundos por diferencia de gol (CC +18; UCH +14), ya en los cuartos de final quedaron emparejados con Unión Española, la ida jugada en el Laura terminaron igualados 0-0 en un entretenido partido, la revancha se jugaría en el Nacional y los azules caerían de forma estrepitosa por 4-1, quedando de esta manera eliminados de la lucha por el título, y dejando escapar la posibilidad de sumar un inédito tetracampeonato.
El segundo semestre de 2012 no sería tan bueno como el primero para la U, tras no lograr levantar ni la Copa Suruga Bank ni la Recopa Sudamericana, caer eliminados en octavos de final de la Sudamérica rotundamente contra Sao Paulo y caer en cuartos de final del Clausura contra Unión Española.

#### Temporada 2013
Para el inicio de la Temporada 2013, Jorge Sampaoli deja la banca azul para asumir la de la selección chilena, en su reemplazo llegaría el argentino Darío Franco.
Las cosas no comenzarían bien serían eliminados en fase de grupos de la Copa Libertadores 2013, algo que no pasaba desde 2001 cuando el equipo laico era dirigido por César Vaccia en ese entonces. Mientras que en el Torneo de Transición terminaron en el quinto lugar con 30 puntos a ocho del campeón la Unión Española.
El premio de consuelo sería la Copa Chile 2012-13 donde campeonaron, en las semifinales jugaron contra la Unión Española igualando 0-0 tanto en la ida como en vuelta y por ende todo se definiría desde el punto, convirtiendo a Herrera en la figura del partido al tapar el remate de Jorge Ampuero y posteriormente convertir el quinto y último penal, con el que la U se llevaría el encuentro y el pase a la final. El rival sería la Universidad Católica el duelo se disputó el 8 de mayo de 2013 en el Estadio Germán Becker de Temuco y en un emocionante duelo los azules se impondrían por 2-1 tras un gol sobre los últimos minutos de Juan Ignacio Duma así los azules conquistaron su cuarta Copa Chile de su historia (2.º de Herrera) y también clasificaron para la Copa Sudamericana 2013.

#### Temporada 2013/14
El primer desafío de la Temporada 2013-14 fue la Supercopa de Chile donde se enfrentaron a la Unión Española en el Estadio Regional Calvo y Bascuñán de Antofagasta y los azules caerían por 2-0.
Mientras que para la Copa Sudamericana 2013 llegarían hasta los octavos de final siendo eliminados por Lanús por 4-1 en el global (4-0 en Argentina y 1-0 en Chile) y en el Torneo de Apertura 2013 terminaron cuartos.
Para el año 2014 las cosas irían de mal en peor tras terminar en el 12° lugar del Torneo de Clausura de ese año y quedar eliminados en fase de grupos de la Copa Libertadores por segundo año consecutivo aunque luchando hasta el final la clasificación quedando fuera en la última fecha tras igualar a uno con Defensor Sporting en Uruguay. Cabe mencionar que Herrera entró en la historia del fútbol chileno al ser el primer arquero en anotar de penal en una competición internacional (Copa Libertadores 2014). Corría el minuto 64' del encuentro y en una falta sobre Rodrigo Mora dentro del área rival se sanciona penal, el cual Herrera pide patear, convierte el gol de la victoria para Universidad de Chile sobre Real Garcilaso, dejándolos punteros de su grupo.

#### Temporada 2014/15

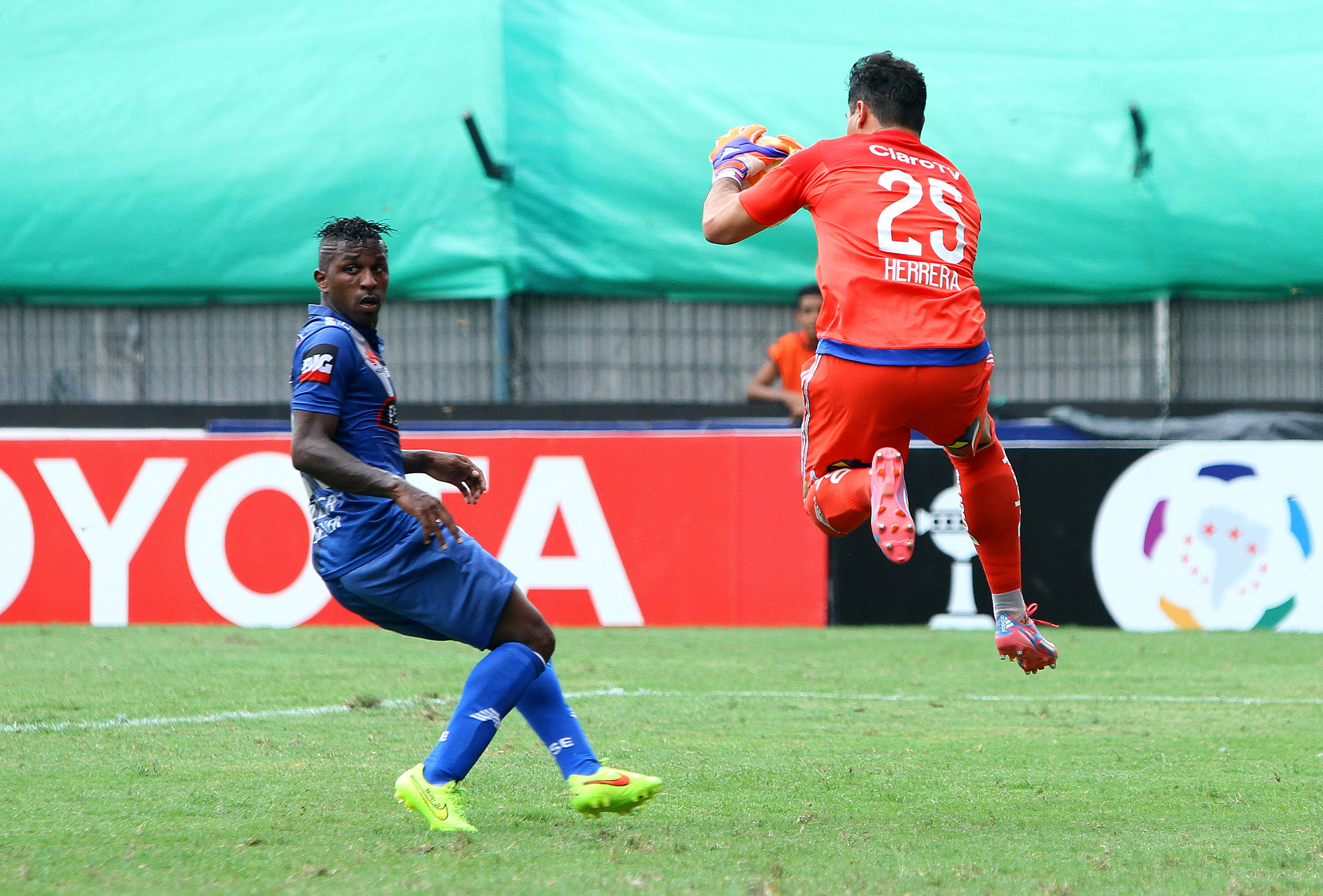
Herrera ganando la disputa de un balón en el último duelo de la "U" en la Copa Libertadores 2015 frente a Emelec en Quito.

El 6 de diciembre de 2014, el referente azul se convertiría en el jugador con más títulos nacionales vistiendo la camiseta de Universidad de Chile, al consagrarse por séptima vez con la U en el Torneo de Apertura 2014 tras lograr un trabajado triunfo donde se impusieron por 1-0 a Unión La Calera ante 45 mil personas que llegaron al Estadio Nacional Julio Martínez Pradanos. Así los azules alcanzaron la gloria, gracias a un gol de penal de Gustavo Canales, quien no falló desde los doce pasos para sellar el triunfo azul. Dándole a los azules el 17° torneo nacional de su historia. Siendo Johnny Herrera uno de los mejores arqueros de dicho torneo, siendo la segunda portería menos batida (13), en donde los azules convirtieron 37 goles. Dicho torneo en donde los azules fueron el equipo más regular en donde alcanzaron un nuevo récord de ser el mejor campeón en torneos cortos con un porcentaje de 86,3% y un saldo de 14 triunfos, 2 empates y una derrota.
El segundo semestre no fue bueno, en el Torneo de Clausura 2015 quedaron tempranamente fuera de la lucha por el título, a pesar de que Cobresal fue campeón sólo con 34 puntos, lejos de los 44 que obtuvo la "U" el semestre anterior, la "U" finalizó en el séptimo puesto con sólo 26 unidades. En la Copa Libertadores 2015 los azules tuvieron una paupérrima participación, ya que ganó tan solo 1 de los 6 partidos de su grupo quedando en el cuarto lugar con 3 puntos y con una diferencia de gol de -9, de esta forma quedó eliminado en la fase de grupos por tercer año consecutivo.

#### Temporada 2015/16
A pesar del paupérrimo primer semestre de 2015, el equipo continuó al mando de Martín Lasarte, ya que había renovado su contrato por un año, sin embargo la dirigencia decidió ponerle término a los seis meses debido a las malas campañas en el torneo nacional.
El 30 de septiembre de 2015, se consagró campeón de la Supercopa de Chile con la camiseta de Universidad de Chile, siendo esta copa la primera alcanzada por el club y siendo un título más alcanzado por el portero azul en el club, en donde la "U" derrotaría por 2-1 a la Universidad de Concepción en la final de dicho torneo. El partido se jugó en el Estadio Germán Becker de Temuco ante 10.720 espectadores. Los goles para los azules fueron obra de Cristián Suárez y Matías Rodríguez, el descuento para los del campanil fue convertido por Fernando Manríquez de lanzamiento penal cuando quedaba pocos minutos para el término del encuentro. A pesar de que 2015 no fue un buen año para el elenco azul, se destacan algunos jugadores; entre ellos a Herrera por ser uno de los más regulares en los torneos jugados de aquel año.
El 22 de noviembre del mismo año, en un nuevo clásico universitario la "U" igualó con Universidad Católica a dos goles en el Nacional por decimotercera fecha del Torneo de Apertura 2015, donde Herrera marcaría su primer gol por torneos nacionales al minuto 66 de penal decretando el 2-0 parcial.
El 2 de diciembre, Johnny jugaría la final de la Copa Chile 2015 frente a Colo Colo en el Estadio La Portada teniendo un partido muy bueno, con atajadas importantes, el partido terminaría 1-1 al final de los 90 minutos, por lo que tuvo que definirse por penales, y en esa instancia Herrera sería el héroe de la U y figura de la final, atajando el penal de Martín Rodríguez, y anotando el último penal con el que la U se consagraría campeón por quinta vez de Copa Chile frente a su rival de toda la vida, otro título más a la larga y exitosa carrera de "SuperBoy" logrando así su decimoquinto título como profesional (13° en la U). Con la obtención de la Copa Chile los azules lograron el cupo de "Chile 3" para la Copa Libertadores 2016.
En el Torneo de Apertura 2015 las cosas no irían bien al terminar en el duodécimo lugar sacando solo 17 puntos de 45 posibles, siendo además el equipo más goleado con 30 goles en contra y con un rendimiento de apenas 37,8%.
El entrenador para el segundo semestre de la Temporada 2015-16 fue Sebastián Beccacece, con el cual disputó la primera fase de la Copa Libertadores 2016, en donde quedaron eliminados ante el modesto River Plate uruguayo tras igualar 0-0 en el Nacional (quedando eliminados por un 0-2 global), mientras que en el Torneo de Clausura tuvieron un paupérrimo rendimiento, finalizando en el décimo lugar con 16 puntos en 17 jornadas obteniendo tan solo 3 victorias, 7 empates y 5 derrotas, teniendo un mísero 35,6% de rendimiento. En la tabla acumulada quedarían cerca de descender tras terminar en el 11° lugar con solo 33 puntos sacándole apenas cuatro al último descendido: San Marcos de Arica.
El 13 de febrero de 2016, marco su tercer gol oficial en la derrota por 2-1 ante Palestino por la quinta fecha del Torneo de Clausura, mediante lanzamiento penal. El 8 de abril volvió a marcar de penal en el sufrido triunfo por 2-1 sobre Deportes Iquique por la decimosegunda fecha del mencionado torneo.

#### Temporada 2016/17
El 30 de julio de 2016 por la primera fecha del Torneo de Apertura alcanzó los 400 partidos por la U en la derrota por la cuenta mínima frente a Santiago Wanderers.
En los primeros días de agosto el golero azul renovó hasta diciembre de 2018, aunque en un principió quería un contrato hasta finales de 2020.
El equipo continuaría al mando de Sebastián Beccacece a pesar de los malos resultados obtenidos la temporada pasada. Luego de 3 meses se llega a un acuerdo económico para que el argentino deje su cargo al no cumplir con las expectativas que se tenían, como dato y para la estadística quedó como el peor técnico en la historia de Azul Azul al tener un 33,3% de rendimiento y apenas 5 victorias en 24 partidos. En su reemplazo llegaron Víctor Hugo Castañeda y Luis Musrri como dupla técnica, los cuales alcanzaron a estar solo hasta el final del Torneo de Apertura 2016, principalmente por no lograr clasificar en cancha al equipo a un torneo internacional algo que generó críticas de Johnny Herrera hacía ambos DT y una fuerte disputa con el presidente del club Carlos Heller que casi lo hace tomar la decisión de dejar el club.
2016 sería un año negro para la U tras terminar séptimos en el Torneo de Apertura, quedar eliminados contra la Universidad Católica en cuartos de final de la Copa Chile 2016 y perder la Supercopa de Chile contra el mismo rival.
Para 2017 se confirmó al técnico argentino Ángel Guillermo Hoyos como nuevo entrenador de los azules.
Con el DT en la banca los resultados irían mejorando poco a poco tanto así que a solo dos fechas del final del Torneo de Clausura 2017 se encontraban peleando el campeonato con Colo Colo, los albos aventajaba por 1 punto a Universidad de Chile. El triunfo de la "U" por 3-0 sobre O'Higgins en Rancagua y el empate de local entre el Cacique y Antofagasta, permitieron que los dirigidos por Hoyos alcanzaran la punta del campeonato a falta de un partido. Por la última fecha el día 20 de mayo la Universidad de Chile se enfrentó a San Luis de Quillota en un Estadio Nacional repleto, solo les servía un triunfo. La presión la ejercían los "albos", quienes a la misma hora, se jugaban la vida ante el descendido  Cobresal, partido que finalmente terminarían ganando por 3 a 1 en El Salvador. Los azules lograron abrir el marcador gracias a su goleador Felipe Mora. Resultado que a la postre sería el definitivo y que les permitió a los azules levantar su título 18. Herrera, así, sumaba una estrella más a su extenso palmarés en el "Bulla".
Herrera sería una de las figuras del equipo al jugar todos los partidos del campeón, junto a Lorenzo Reyes, Jean Beausejour, Gustavo Lorenzetti y, sobre todo, el goleador del campeonato Felipe Mora (con 13 anotaciones) serían los artífices del nuevo título azul.

#### Temporada 2017
El conjunto azul terminó en el tercer lugar del Torneo de Transición 2017 tras un triunfo por la cuenta mínima sobre Deportes Iquique, mientras que por la Copa Chile 2017 serían subcampeones tras perder por 3-1 frente a Santiago Wanderers en el Estadio Alcaldesa Ester Roa Rebolledo de Concepción.
| Actualizado al último partido jugado el 14 de febrero de 2021. \| Fecha \| Estadio \| Local \| Resultado \| Visitante \| Goles \| Competición \| \| ---------- \| ------------------------------------ \| -------------------- \| --------- \| -------------------- \| ----- \| ---------------------- \| \| 18-03-2014 \| Estadio Santa Laura, Santiago, Chile \| Universidad de Chile \| 1 - 0 \| Real Garcilaso \| \| Copa Libertadores 2014 \| \| 22-11-2015 \| Estadio Nacional, Santiago, Chile \| Universidad de Chile \| 2 - 2 \| Universidad Católica \| \| Torneo Apertura 2015 \| \| 13-02-2016 \| Estadio Nacional, Santiago, Chile \| Palestino \| 2 - 1 \| Universidad de Chile \| \| Torneo Clausura 2016 \| \| 08-04-2016 \| Estadio Nacional, Santiago, Chile \| Universidad de Chile \| 2 - 1 \| Deportes Iquique \| \| Torneo Clausura 2016 \| \| 02-03-2019 \| Estadio Nacional, Santiago, Chile \| Universidad de Chile \| 3 - 0 \| Huachipato \| \| Torneo Nacional 2019 \| \| 03-10-2020 \| Estadio La Granja, Curicó, Chile \| Curicó Unido \| 1 - 3 \| Everton \| \| Torneo Nacional 2020 \| |                                      |                      |           |                      |       |                        |
| Fecha | Estadio                              | Local                | Resultado | Visitante            | Goles | Competición            |
| 18-03-2014 | Estadio Santa Laura, Santiago, Chile | Universidad de Chile | 1 - 0     | Real Garcilaso       |       | Copa Libertadores 2014 |
| 22-11-2015 | Estadio Nacional, Santiago, Chile    | Universidad de Chile | 2 - 2     | Universidad Católica |       | Torneo Apertura 2015   |
| 13-02-2016 | Estadio Nacional, Santiago, Chile    | Palestino            | 2 - 1     | Universidad de Chile |       | Torneo Clausura 2016   |
| 08-04-2016 | Estadio Nacional, Santiago, Chile    | Universidad de Chile | 2 - 1     | Deportes Iquique     |       | Torneo Clausura 2016   |
| 02-03-2019 | Estadio Nacional, Santiago, Chile    | Universidad de Chile | 3 - 0     | Huachipato           |       | Torneo Nacional 2019   |
| 03-10-2020 | Estadio La Granja, Curicó, Chile     | Curicó Unido         | 1 - 3     | Everton              |       | Torneo Nacional 2020   |

### Regreso a Everton y retiro del fútbol
Herrera regresó a Everton de Viña del Mar en diciembre de 2019. El portero jugó todos los partidos de la temporada, llegando a marcar un gol de penal ante Curicó Unido, el 3 de octubre de 2020. Sin embargo, Everton decidió no renovar su contrato en febrero de 2021, tras lo cual, en abril del mismo año, el jugador anunció su retiro del fútbol profesional. Una vez anunciado su retiro, Herrera fue contratado por el canal de televisión TNT Sports para trabajar como comentarista en los programas Todos somos técnicos y Pasaporte Qatar.

## Vida personal
Herrera fue criado en Angol por su madre, Gladys Muñoz Pacheco, quien fue fundamental en el desarrollo de su carrera como futbolista. Ella murió el 31 de marzo de 2020 a causa de problemas pulmonares generados por la COVID-19 en medio de la pandemia por coronavirus.
Es pareja de la enfermera Steffi Scholtbach, con quien tiene un hijo.

## Controversias
En tanto, otro hecho que marcó su carrera y su vida personal ocurrió en la madrugada del 20 de diciembre de 2009 en la comuna de La Reina, donde atropelló bajo los efectos del alcohol a una estudiante de 22 años provocándole la muerte. Herrera fue formalizado ante la justicia por "cuasi-delito de homicidio". El proceso llevado en su contra terminó a través de una salida alternativa, luego que un acuerdo de la fiscalía, la defensa del jugador y la familia de la víctima, permitiera la suspensión condicional del procedimiento. Herrera fue condenado al pago de 25 millones de pesos a la familia de la víctima, además de comprometerse a donar implementos deportivos a escuelas de fútbol de menores en riesgo social.
Tiempo después, el 17 de septiembre de 2012, Herrera fue detenido nuevamente por estar al volante en estado de ebriedad, siendo dejado en libertad cinco horas más tarde. El jugador fue formalizado el 25 de octubre por los delitos de manejo en estado de ebriedad y conducción con duplicado de licencia. Debido a esto, el Ministerio Público solicitó la reapertura del juicio que se llevó contra Herrera por el atropello de 2009, lo que fue acogido por el tribunal que revocó la suspensión condicional del procedimiento.
El 21 de junio de 2013 Herrera fue encontrado culpable por cuasidelito de homicidio, ya que a juicio del tribunal el jugador conducía a exceso de velocidad y desatento a las condiciones del tránsito. Por otro lado, la acusación de conducción en estado de ebriedad fue desestimada por el tribunal, ya que no se logró acreditar en el juicio. Herrera fue condenado a 41 días de pena remitida y su licencia de conducir fue suspendida por dos años.

## Selección nacional

### Selecciones menores

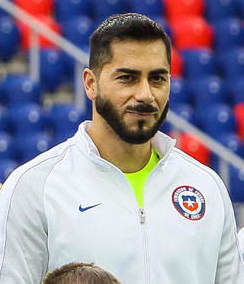
Herrera en un amistoso contra Rusia en 2017

Integró la selección chilena sub-23 que alcanzó la medalla de bronce en los Juegos Olímpicos de Sídney 2000, pero debido a que fue en calidad de reserva —igual que Andrés Oroz y Milovan Mirosevic—, no recibió la medalla.

### Selección absoluta
Su primer llamado a la selección adulta fue en 2002, y debutó por la selección el 17 de abril, en un encuentro amistoso como visitante versus Turquía (0-2), tres años después volvería a jugar un duelo amistoso por Chile en la caída por 3-0 de visita contra Perú. Años más tarde, y en el mejor momento de su carrera jugando para la Universidad de Chile entre 2011 y 2012, Herrera curiosamente no recibió nominaciones por parte de Claudio Borghi, entrenador de la selección chilena en ese entonces. La prensa generalmente aludía a una disputa interna entre ellos, pero con la salida de Borghi en diciembre de 2012, la situación cambió a favor de Herrera.
Después de casi 5 años de ausencia, Herrera fue reconsiderado por Jorge Sampaoli (su exentrenador en la U), quien finalmente tomó el mando de la selección en desmedro de Borghi. Recibió su primer llamado de Sampaoli para los partidos amistosos contra Senegal y Haití en enero de 2013, donde declaró que Herrera jugaría contra Senegal, rotando deberes con Christopher Toselli. Sin embargo, jugó ambos duelos que fueron victorias por 2-1 y 3-0 victorias respectivamente.
El 5 de marzo de 2014, Herrera jugó su séptimo partido por Chile contra Alemania en el Mercedes-Benz Arena de Stuttgart jugando con la misión de reemplazar a Claudio Bravo debido a una lesión. Sin embargo, hizo un buen partido al igual que todos sus compañeros al caer por la cuenta mínima en un disputado partido con gol de Mario Gotze para los alemanes, quienes serían campeones del mundo tres meses después.
Su última convocatoria por la Selección de Fútbol de Chile fue el 21 de noviembre de 2018 en un Amistoso jugado en el Estadio Germán Becker de Temuco previo a la Copa América 2019 donde ganaron 4-1 frente a la Selección de Fútbol de Honduras.

### Mundiales

#### Copa Mundial 2014
Tras formar parte de toda la campaña de clasificación para el mundial de Brasil 2014 desde la dirección técnica de Sampaoli, incluyó a Herrera en la lista preliminar de 30 jugadores para la Copa Mundial de Fútbol de 2014, finalmente ingresó en la lista final el 1 de junio. El 5 de junio, jugó en la victoria por 2-0 sobre Irlanda del Norte, antes de la Copa del Mundo. En dicho torneo sería el segundo arquero de la selección nacional detrás de Bravo, su selección llegaría hasta octavos de final (Herrera no jugó encuentros).

### Copas América

#### Copa América 2015
Formó parte del equipo campeón de la Copa América 2015 como arquero de reserva de Claudio Bravo, así como en la Copa América Centenario.

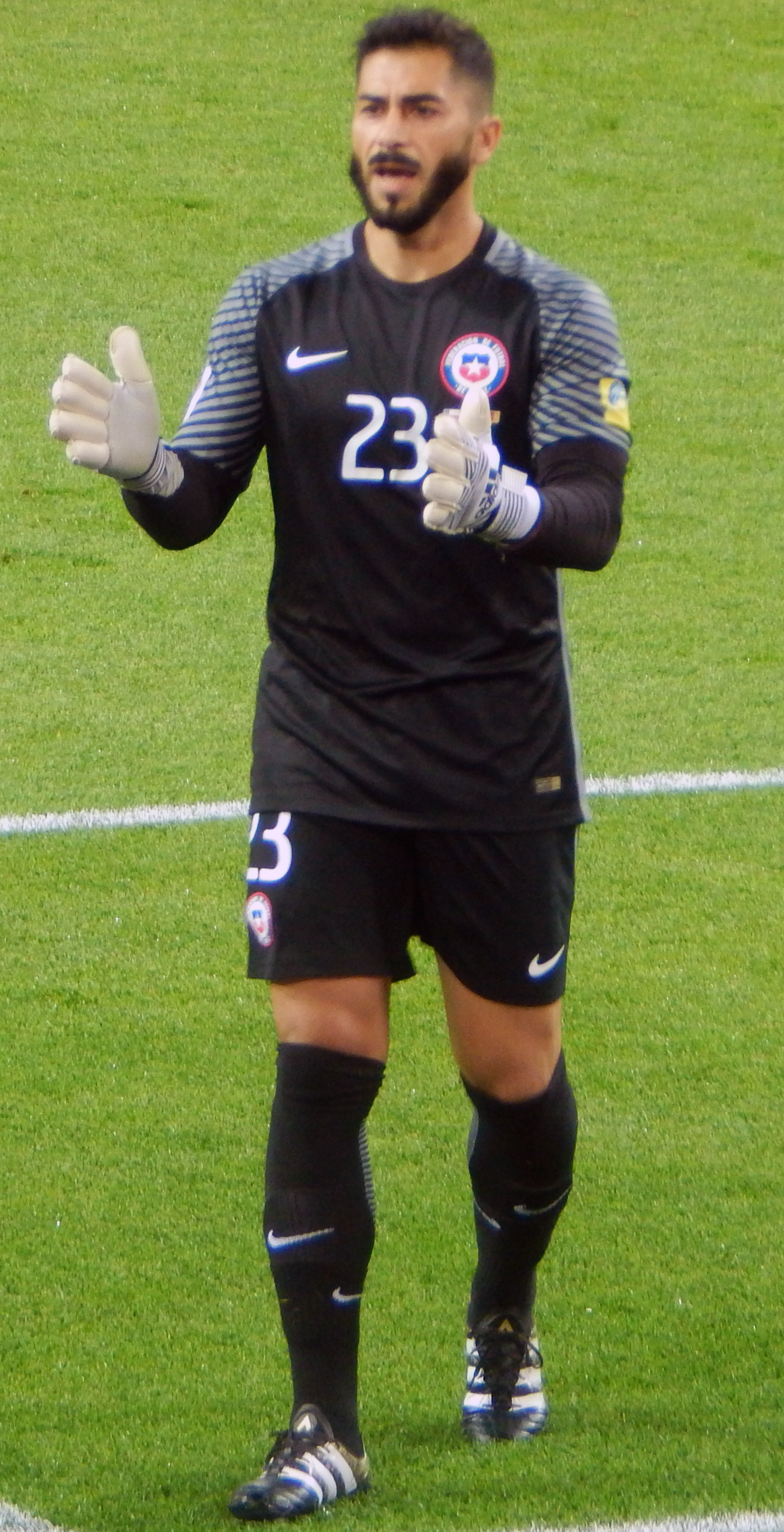
Herrera durante la Copa Confederaciones 2017.

#### Copa Confederaciones 2017
En 2017, fue nominado para la Copa Confederaciones y jugó dos partidos contra Camerún (victoria por 2-0) y Alemania (un empate 1-1) teniendo un buen desempeño ambos válidos por fase de grupos. En esa copa, Chile fue subcampeón luego de ser derrotado por 1-0 frente a Alemania en la final.

### Clasificatorias

#### Clasificatorias Rusia 2018
Ya para las Clasificatorias al Mundial de Rusia 2018 se mantendría como segundo arquero de Chile detrás de Bravo, su debut por partidos oficiales por Chile fue el 28 de marzo de 2016 contra Venezuela por la sexta fecha de la clasificatoria, tras la suspensión de Bravo ante Argentina por acumulación de tarjetas, en un duelo disputado en el Estadio Agustín Tovar en Barinas "la Roja" goleó por 4-1, Herrera tendría un bajo partido ya que en el gol de Venezuela tuvo complicidad tras el tiro libre de Rómulo Otero. Luego el 10 de noviembre del mismo año, fue puesto en la cancha contra Colombia en Barranquilla, en el minuto 63, donde reemplazó al arquero lesionado Bravo, teniendo un gran partido, dejando el marcador 0-0 y tapándole un disparo a James Rodríguez.
Jugó dos partidos por las Clasificatorias a Rusia 2018, estando 117 minutos en cancha y siempre siendo el segundo arquero detrás de Claudio Bravo.

#### Participaciones en Copas del Mundo
| Mundial                               | Sede      | Resultado        |
| ------------------------------------- | --------- | ---------------- |
| Copa Mundial de Fútbol Sub-20 de 2001 | Argentina | Primera fase     |
| Copa Mundial de Fútbol de 2014        | Brasil    | Octavos de final |

#### Participaciones en Copas FIFA Confederaciones
| Copa                           | Sede  | Resultado  | Partidos | Goles |
| ------------------------------ | ----- | ---------- | -------- | ----- |
| Copa FIFA Confederaciones 2017 | Rusia | Subcampeón | 2        | 0     |

#### Participaciones en Copas América
| Torneo                  | Sede           | Resultado |
| ----------------------- | -------------- | --------- |
| Copa América 2015       | Chile          | Campeón   |
| Copa América Centenario | Estados Unidos | Campeón   |

#### Participaciones en Clasificatorias a Copas del Mundo
| Eliminatorias               | País     | Resultado   | Posición | Partidos |
| --------------------------- | -------- | ----------- | -------- | -------- |
| Eliminatorias Alemania 2006 | Alemania | Eliminado   | 7.°      | 0        |
| Eliminatorias Brasil 2014   | Brasil   | Clasificado | 3.°      | 0        |
| Eliminatorias Rusia 2018    | Rusia    | Eliminado   | 6.°      | 2        |

### Partidos internacionales
Actualizado hasta el 16 de noviembre de 2018.
| 1     | 17 de abril de 2002     | Parkstad Limburg Stadion, Kerkrade, Países Bajos          | Turquía    | 2 - 0 | Chile             |   | Amistoso                     |
| 2     | 17 de agosto de 2005    | Estadio Jorge Basadre, Tacna, Perú                        | Perú       | 3 - 1 | Chile             |   | Amistoso                     |
| 3     | 15 de enero de 2013     | Estadio La Portada, La Serena, Chile                      | Chile      | 2 - 1 | Senegal           |   | Amistoso                     |
| 4     | 19 de enero de 2013     | Estadio Municipal de Concepción, Concepción, Chile        | Chile      | 3 - 0 | Haití             |   | Amistoso                     |
| 5     | 24 de abril de 2013     | Estadio Mineirão, Belo Horizonte, Brasil                  | Brasil     | 2 - 2 | Chile             |   | Amistoso                     |
| 6     | 22 de enero de 2014     | Estadio Francisco Sánchez Rumoroso, Coquimbo, Chile       | Chile      | 4 - 0 | Costa Rica        |   | Amistoso                     |
| 7     | 5 de marzo de 2014      | Mercedes-Benz Arena, Stuttgart, Alemania                  | Alemania   | 1 - 0 | Chile             |   | Amistoso                     |
| 8     | 4 de junio de 2014      | Estadio Elías Figueroa Brander, Valparaíso, Chile         | Chile      | 2 - 0 | Irlanda del Norte |   | Amistoso                     |
| 9     | 9 de septiembre de 2014 | Lockhart Stadium, Fort Lauderdale, Estados Unidos         | Haití      | 0 - 1 | Chile             |   | Amistoso                     |
| 10    | 14 de octubre de 2014   | Estadio Francisco Sánchez Rumoroso, Coquimbo, Chile       | Chile      | 2 - 2 | Bolivia           |   | Amistoso                     |
| 11    | 28 de enero de 2015     | Estadio El Teniente, Rancagua, Chile                      | Chile      | 3 - 2 | Estados Unidos    |   | Amistoso                     |
| 12    | 5 de junio de 2015      | Estadio El Teniente, Rancagua, Chile                      | Chile      | 1 - 0 | El Salvador       |   | Amistoso                     |
| 13    | 5 de septiembre de 2015 | Estadio Nacional Julio Martínez Prádanos, Santiago, Chile | Chile      | 3-2   | Paraguay          |   | Amistoso                     |
| 14    | 29 de marzo de 2016     | Estadio Agustín Tovar, Barinas, Venezuela                 | Venezuela  | 1-4   | Chile             |   | Clasificatorias a Rusia 2018 |
| 15    | 27 de mayo de 2016      | Estadio Sausalito, Viña del Mar, Chile                    | Chile      | 1-2   | Jamaica           |   | Amistoso                     |
| 16    | 10 de noviembre de 2016 | Estadio Metropolitano, Barranquilla, Colombia             | Colombia   | 0-0   | Chile             |   | Clasificatorias a Rusia 2018 |
| 17    | 2 de junio de 2017      | Estadio Nacional Julio Martínez Prádanos, Santiago, Chile | Chile      | 3-0   | Burkina Faso      |   | Amistoso                     |
| 18    | 9 de junio de 2017      | VEB Arena, Moscú, Rusia                                   | Rusia      | 1-1   | Chile             |   | Amistoso                     |
| 19    | 13 de junio de 2017     | Cluj Arena, Cluj, Rumanía                                 | Rumania    | 3-2   | Chile             |   | Amistoso                     |
| 20    | 18 de junio de 2017     | Otkrytie Arena, Moscú, Rusia                              | Camerún    | 0-2   | Chile             |   | Copa Confederaciones 2017    |
| 21    | 22 de junio de 2017     | Kazán Arena, Kazán, Rusia                                 | Alemania   | 1-1   | Chile             |   | Copa Confederaciones 2017    |
| 22    | 24 de marzo de 2018     | Friends Arena, Estocolmo, Suecia                          | Suecia     | 1-2   | Chile             |   | Amistoso                     |
| 23    | 27 de marzo de 2018     | Aalborg Portland Park, Aalborg, Dinamarca                 | Dinamarca  | 0-0   | Chile             |   | Amistoso                     |
| 24    | 16 de noviembre de 2018 | Estadio El Teniente, Rancagua, Chile                      | Chile      | 2-3   | Costa Rica        |   | Amistoso                     |
| Total |                         |                                                           | Presencias | 24    | Goles             | 0 |                              |

| Selección chilena | Selección chilena | Selección chilena |
| Año               | Partidos          | Goles             |
| ----------------- | ----------------- | ----------------- |
| 2002              | 1                 | 0                 |
| 2005              | 1                 | 0                 |
| 2013              | 3                 | 0                 |
| 2014              | 5                 | 0                 |
| 2015              | 3                 | 0                 |
| 2016              | 3                 | 0                 |
| 2017              | 5                 | 0                 |
| 2018              | 3                 | 0                 |
| Total             | 24                | 0                 |

## Estadísticas

### Clubes
Actualizado al último partido disputado el 14 de febrero de 2021.
| Club | Div.             | Temporada        | Liga  | Liga  | Copas(1) | Copas(1) | Internacional(2) | Internacional(2) | Total | Total |
| Club | Div.             | Temporada        | Part. | Goles | Part.    | Goles    | Part.            | Goles            | Part. | Goles |
| --- | ---------------- | ---------------- | ----- | ----- | -------- | -------- | ---------------- | ---------------- | ----- | ----- |
| Universidad de Chile · Chile | 1.ª              | 1999             | 2     | 0     | 0        | 0        | --               | --               | 2     | 0     |
| Universidad de Chile · Chile | 1.ª              | 2000             | 0     | 0     | 0        | 0        | --               | --               | 0     | 0     |
| Universidad de Chile · Chile | 1.ª              | 2001             | 14    | 0     | 0        | 0        | 5                | 0                | 19    | 0     |
| Universidad de Chile · Chile | 1.ª              | 2002             | 11    | 0     | 0        | 0        | --               | --               | 11    | 0     |
| Universidad de Chile · Chile | 1.ª              | 2003             | 16    | 0     | 0        | 0        | --               | --               | 16    | 0     |
| Universidad de Chile · Chile | 1.ª              | 2004             | 44    | 0     | 0        | 0        | --               | --               | 44    | 0     |
| Universidad de Chile · Chile | 1.ª              | 2005             | 46    | 0     | 0        | 0        | 8                | 0                | 22    | 0     |
| S. C. Corinthians · Brasil | 1.ª              | 2006             | 1     | 0     | 5        | 0        | 3                | 0                | 9     | 0     |
| S. C. Corinthians · Brasil | Total club       | Total club       | 1     | 0     | 5        | 0        | 3                | 0                | 9     | 0     |
| Everton · Chile | 1.ª              | 2007             | 36    | 0     | 0        | 0        | --               | --               | 18    | 0     |
| Everton · Chile | 1.ª              | 2008             | 19    | 0     | 0        | 0        | --               | --               | 19    | 0     |
| Audax Italiano · Chile | 1.ª              | 2008             | 16    | 0     | 2        | 0        | --               | --               | 18    | 0     |
| Audax Italiano · Chile | 1.ª              | 2009             | 35    | 0     | 1        | 0        | --               | --               | 36    | 0     |
| Audax Italiano · Chile | 1.ª              | 2010             | 36    | 0     | 3        | 0        | --               | --               | 39    | 0     |
| Audax Italiano · Chile | Total club       | Total club       | 87    | 0     | 6        | 0        | 0                | 0                | 93    | 0     |
| Universidad de Chile · Chile | 1.ª              | 2011             | 46    | 0     | 5        | 0        | 12               | 0                | 63    | 0     |
| Universidad de Chile · Chile | 1.ª              | 2012             | 40    | 0     | 0        | 0        | 18               | 0                | 58    | 0     |
| Universidad de Chile · Chile | 1.ª              | 2013             | 14    | 0     | 5        | 0        | 5                | 0                | 24    | 0     |
| Universidad de Chile · Chile | 1.ª              | 2013-14          | 24    | 0     | 7        | 0        | 9                | 0                | 40    | 1     |
| Universidad de Chile · Chile | 1.ª              | 2014-15          | 32    | 0     | 0        | 0        | 6                | 0                | 38    | 0     |
| Universidad de Chile · Chile | 1.ª              | 2015-16          | 30    | 3     | 8        | 0        | 2                | 0                | 40    | 3     |
| Universidad de Chile · Chile | 1.ª              | 2016-17          | 24    | 0     | 2        | 0        | 2                | 0                | 28    | 0     |
| Universidad de Chile · Chile | 1.ª              | 2017             | 14    | 0     | 4        | 0        | --               | --               | 18    | 0     |
| Universidad de Chile · Chile | 1.ª              | 2018             | 25    | 0     | 7        | 0        | 4                | 0                | 36    | 0     |
| Universidad de Chile · Chile | 1.ª              | 2019             | 12    | 1     | 0        | 0        | 2                | 0                | 14    | 1     |
| Universidad de Chile · Chile | Total club       | Total club       | 384   | 4     | 38       | 0        | 75               | 1                | 497   | 5     |
| Everton · Chile | 1.ª              | 2020             | 34    | 1     | 0        | 0        | 0                | 0                | 34    | 1     |
| Everton · Chile | Total club       | Total club       | 89    | 1     | 0        | 0        | 0                | 0                | 89    | 1     |
| Total en carrera | Total en carrera | Total en carrera | 561   | 6     | 49       | 0        | 78               | 0                | 688   | 6     |
| (1) Incluye datos de Copa Chile. (2) Incluye datos de Copa Libertadores, Copa Sudamericana, Copa Mercosur, Recopa Sudamericana y Copa Suruga Bank. |                  |                  |       |       |          |          |                  |                  |       |       |

## Palmarés

### Campeonatos nacionales
| Título             | Equipo               | País  | Año    |
| ------------------ | -------------------- | ----- | ------ |
| Primera División   | Universidad de Chile | Chile | 1999   |
| Copa Chile         | Universidad de Chile | Chile | 2000   |
| Primera División   | Universidad de Chile | Chile | 2000   |
| Primera División   | Universidad de Chile | Chile | 2004-A |
| Primera División   | Everton              | Chile | 2008-A |
| Primera División   | Universidad de Chile | Chile | 2011-A |
| Primera División   | Universidad de Chile | Chile | 2011-C |
| Primera División   | Universidad de Chile | Chile | 2012-A |
| Copa Chile         | Universidad de Chile | Chile | 2013   |
| Primera División   | Universidad de Chile | Chile | 2014-A |
| Supercopa de Chile | Universidad de Chile | Chile | 2015   |
| Copa Chile         | Universidad de Chile | Chile | 2015   |
| Primera División   | Universidad de Chile | Chile | 2017-C |

### Campeonatos internacionales
| Título            | Equipo               | Sede           | Año  |
| ----------------- | -------------------- | -------------- | ---- |
| Copa Sudamericana | Universidad de Chile | Chile          | 2011 |
| Copa América      | Selección de Chile   | Chile          | 2015 |
| Copa América      | Selección de Chile   | Estados Unidos | 2016 |

### Distinciones individuales
| Distinción                                                                              | Año       |
| --------------------------------------------------------------------------------------- | --------- |
| Parte del Equipo Ideal de la ANFP                                                       | 2010      |
| Mejor Arquero por el SIFUP                                                              | 2011      |
| Parte del Equipo Ideal de El Gráfico Chile                                              | 2011      |
| Parte del Equipo Ideal de la ANFP                                                       | 2011      |
| Mejor arquero de la Copa Sudamericana                                                   | 2011      |
| Mejor portero de América                                                                | 2011      |
| Equipo Ideal de América                                                                 | 2011      |
| 14.º Mejor portero del mundo (IFFHS)                                                    | 2011      |
| 60.º Mejor portero del siglo XXI (IFFHS)                                                | 2012      |
| Mejor Arquero por el SIFUP                                                              | 2012      |
| Parte del Equipo Ideal de El Gráfico Chile                                              | 2012      |
| Futbolista más popular en Chile (Premios "El Gráfico")                                  | 2012      |
| Elegido "El Jugador del Pueblo" (diario La Cuarta)                                      | 2012      |
| Parte del Equipo Ideal de la ANFP                                                       | 2012      |
| Futbolista más popular en Chile (Premios "El Gráfico")                                  | 2014      |
| Incluido dentro de las 50 mejores figuras históricas de Universidad de Chile por AS.com | 2016      |
| Incluido dentro de los 10 jugadores que han marcado la historia de Universidad de Chile | 2016      |
| Mejor Arquero del año (Premios "El Gráfico")                                            | 2017      |
| Incluido dentro de los mayores referentes históricos de Universidad de Chile            | 2017      |
| Segundo mejor arquero de América en votación de hinchas en diario El País               | 2017      |
| Mejor Arquero de la década en el Fútbol Chileno (diario El Mercurio)                    | 2010-2019 |

### Capitán de Universidad de Chile
| Predecesor: Luis Musrri José Rojas | Capitán de Universidad de Chile 2005 2016-2019 | Sucesor: Marcelo Salas Matías Rodríguez |